# 大西亜玖璃
大西 亜玖璃（おおにし あぐり、1997年5月2日 - ）は、日本の女優、声優、歌手。愛称はあぐぽん、アグメーション。愛知県出身。アンシェリ所属。
代表作に『まえせつ!』（北風ふぶき）、『ラブライブ!虹ヶ咲学園スクールアイドル同好会』（上原歩夢）、『このヒーラー、めんどくさい』（カーラ）、『マギアレコード 魔法少女まどか☆マギカ外伝』（土岐すなお）などがある。

## 略歴
小学校入学前くらいまでは、『明日のナージャ』を見ており、再放送で『カードキャプターさくら』を見ていたり、女の子が主人公のアニメを見ていたという。
父と大河ドラマ『篤姫』を見ており、「宮﨑あおいは本当にかわいいね」という話をしていたところ、「お前もかわいいからテレビに出られるよ」と言われ、「やったー！」と思い、女優になりたいと思ったという。オーディションを受けても、かすりもしなかったという。しかし母からは「あなたは足が長くないからモデルは不向きよ」と言われ、「モデルじゃなく女優になりたかったんだ」という。そうやって話し合いをしながら目指していった感じだったという。
2011年9月2日放送のNHK『中学生日記 転校生シリーズ「僕と君のメロディ」』にヒロイン役で出演、「僕と君のメロディ」は2013年に国際エミー賞の子どもシリーズドラマ部門を受賞した。
2012年に開催された第13回全日本国民的美少女コンテストのファイナリストになり、ファイナリスト21名から結成された次世代ユニットX21のメンバーとして2013年1月から活動。2017年4月16日に卒業、オスカープロモーションを退所した。
アニメに熱中していったのは小学生の頃はまったくだったが、中学生くらいで深夜アニメを見始めたという。当時は『けいおん!』、家に書籍があった『涼宮ハルヒの憂鬱』を見ていたという。
『涼宮ハルヒの憂鬱』を見ていた時、「こんな学校に通ってみたいなぁ」と思い、文化祭も楽しく、自由に好きな事をしているように見えて羨ましく、学校の文化祭は音楽祭のような感じで、合唱コンクールをしたりしていたという。吹奏楽部だったため、発表に向けて楽器の練習をしていたりしたため、『涼宮ハルヒの憂鬱』のような文化祭に憧れがあったという。『涼宮ハルヒの憂鬱』には熱中しており、それまでライトノベルは読んだことがなかったが、全巻買って読んでいたという。
声優のイベントがあることも知り、「こういうこともやっているんだ」と驚いていたという。特に『けいおん!』で平沢唯の歌声を聴いていた時、「こんなに早口なのに、なんてかわいい歌声なんだ!」と衝撃を受けて、「どんな人が歌っているんだろう」と調べていたところ、豊崎愛生だったという。
京都アニメーションの作品が好きで当時は『氷菓』を見ていたりもして、広がって行き、声優のラジオも聴きはじめて、中学2〜3年生くらいからアニメが好きで見ていたという。しかし周囲にアニメ好きな人物がいる感じでもなく、好きな作品を勧めていたが、熱中してくれないような感じだったっという。
高校2年生の頃、お弁当を食べていた時に声をかけてくれた人物達が、アニメ好きだったため、「私も好きなんだ」と言っていたところ驚かれ、そこから仲良くなったという。高校3年生の頃には友人も増えて、好きなことを話し、共感してくれることが楽しく、「中学時代はできないことができたな」と思っていたという。
大学進学前の高校3年生の頃から声優を目指し始めたという。進路を決める時、大学に通う気持ちになれなかったという。「大学に行くのなら、自分でお金を出して行きなさい」と言われていたが、「それだったら声優の勉強をしてみたい」、「養成所に通ったほうが自分のためになる」と思い、目指し始めたという。周囲からは女優への道も勧めてくれていたが、最終的には一番したかった声優の道を選ぶ。
両親には声優は役がオーディションで決まるというのを聞いていたようで、声も、「聞きやすいけどアニメの声なのかな?」という感じに思われていたため、「そういう世界に行って大丈夫なの？」と少し反対されていたという。しかし初めてやりたいと思った仕事でもあったため、最後は認めてもらえたという。
この時期はほとんどの深夜アニメを見ており、そのくらいアニメが好きで、直接目指すきっかけは小倉唯が好きだったことが一番大きいかもしれないという。
元々前述の『カードキャプターさくら』のような魔法少女モノが好きで、「自分じゃない誰かの人生を生きたら楽しいだろうなあ」と変身願望があり、キラキラしたものに憧れがあったという。それが三次元で実在しているように思っていたことから、「私もそうなりたい」と思っていたという。
小倉を知ったのはアニメを見ており、花澤香菜が好きになり、ラジオを聞いていていたところ、ずっと「唯ちゃんかわいい」と話をしており、「こんなに美しい花澤さんがかわいいと言う人は誰なんだろう」と思っていたところ小倉だったという。
『Baby Sweet Berry Love』を聴いていたところ「かわいい!これは人間ではなく天使だ」と思っていたという。その後、調べていたところ、ゆいかおりを見つけて、「ひとりだけではなかった!ふたりも天使がいる!」となったという。
プロ・フィット声優養成所卒。2017年7月よりリンク・プラン所属。2017年、『ヨメクラ』ドラマCDに一之瀬未羽役で出演し、声優デビュー。
2017年9月21日に声優ユニット「虹ヶ咲学園スクールアイドル同好会」（『ラブライブ!虹ヶ咲学園スクールアイドル同好会』）上原歩夢役のキャストとして発表された。
2019年10月7日に声優ユニット「Prima Porta」が結成され、2020年11月14日付で卒業した。
2021年3月3日にシングル『本日は晴天なり』でソロアーティストデビュー、同年8月4日発売の2ndシングル両A面の1曲目『Elder Flower』はテレビアニメ『精霊幻想記』のエンディングテーマに採用された。同曲で令和3年アニソン大賞新人賞に受賞した。
2023年、第17回声優アワードにて、「虹ヶ咲学園スクールアイドル同好会」として歌唱賞を受賞。
2025年4月1日、リンク・プランの声優マネジメントの終了及び同事業がアンシェリに引き継がれたことに伴い所属事務所名が変更された。

## 人物
名前はNHK連続テレビ小説『あぐり』に由来し、吉行あぐりのように「自分をしっかりもった芯のある人になってほしい」という願いが込められている。愛称のアグメーションは、2013年4月19日にテレビ朝日で放送されたバラエティ番組『GO!オスカル!X21』にて、武井咲によって命名された。アニメが好きなことから、アニメーションとあぐりを組み合わせてできた造語である。
趣味は読書、カラオケ、特技はアルトサックス等。

## 出演
太字はメインキャラクター。

### テレビアニメ
2018年
- ラーメン大好き小泉さん（女子生徒C）
- 多田くんは恋をしない（女子校生）
- Caligula -カリギュラ-（小学生）
- 百錬の覇王と聖約の戦乙女（女子）

2019年
- 消滅都市（レナ）
- ダンベル何キロ持てる?（女学生、女学院生）

2020年
- マギアレコード 魔法少女まどか☆マギカ外伝（女子中学生B）
- アラド:逆転の輪（追跡者ニウ）
- ラブライブ!虹ヶ咲学園スクールアイドル同好会（2020年 - 2022年、上原歩夢） - 2シリーズ
- まえせつ!（北風ふぶき）
- 魔王城でおやすみ（貴族）

2021年
- 精霊幻想記（2021年 - 2024年、千堂雅人） - 2シリーズ
- 真の仲間じゃないと勇者のパーティーを追い出されたので、辺境でスローライフすることにしました（2021年 - 2024年、ウンディーネ） - 2シリーズ

2022年
- このヒーラー、めんどくさい（カーラ）
- 黒の召喚士（ベス）
- Extreme Hearts（三星琴葉）

2023年
- にじよん あにめーしょん（2023年 - 2024年、上原歩夢） - 2シリーズ
- 最強陰陽師の異世界転生記（学生A）
- 私の百合はお仕事です!（クラスメート）
- 君のことが大大大大大好きな100人の彼女（司書）
- 冒険者になりたいと都に出て行った娘がSランクになってた

2024年
- 新米オッサン冒険者、最強パーティに死ぬほど鍛えられて無敵になる。（ミリシア）
- ダンジョンの中のひと（シーフギルド受付嬢）
- ひとりぼっちの異世界攻略（メリエール）

2025年
- ゴリラの神から加護された令嬢は王立騎士団で可愛がられる（ご令嬢）

### 劇場アニメ
- 映画 ラブライブ!虹ヶ咲学園スクールアイドル同好会 完結編（2024年 - 2025年、上原歩夢[27][28]） - 全3章[一覧 5]

### OVA
- ラブライブ!虹ヶ咲学園スクールアイドル同好会 NEXT SKY（2023年、上原歩夢[29]）

### Webアニメ
- リーゼロッテのわくわくまじかる商会（2024年、千堂雅人）

### ゲーム
2018年
- 白猫プロジェクト（ダンビ）
- ラブライブ! スクールアイドルフェスティバル（2018年 - 2023年、上原歩夢）

2019年
- ラブライブ! スクールアイドルフェスティバル ALL STARS（2019年 - 2023年、上原歩夢）
- マギアレコード 魔法少女まどか☆マギカ外伝（2019年 - 2024年、土岐すなお）
- 錬神のアストラル（マリー）

2020年
- CLEARWORLD -クリアワールド-（御影真空）
- ETERNAL（アステル）

2021年
- フェアリースフィア（タピオカ）

2022年
- ヘブンバーンズレッド（2022年 - 2024年、桐生美也）
- ――ｯ違う!!!+（笹塚愛里）

2023年
- ラブライブ! スクールアイドルフェスティバル2 MIRACLE LIVE!（2023年 - 2024年、上原歩夢）
- アサルトリリィ Last Bullet（早川弥宏）
- イースX -NORDICS-（アシュレー）

2025年
- ラブライブ!虹ヶ咲学園スクールアイドル同好会 トキメキの未来地図（上原歩夢）
- VIRTUAL GIRL @ WORLD'S END（ハルカ）
- LINE おまかせレンジャー（ユイ）

### ドラマCD
- ヨメクラ（2017年、一之瀬未羽[46]） - 第7巻特装版 付属ドラマCD

### デジタルコミック
- ルミナス＝ブルー（2019年、青野寧々）
- にじよん（2020年 - 2021年、上原歩夢） - 2シリーズ[一覧 6]

### ラジオ
※はインターネット配信。
- Lumina Charisのルミカリキュラム！（2017年 - 2020年、HiBiKi Radio Station※）[47]
- 大西亜玖璃・高尾奏音のあぐのんる〜むらぼ♪（2019年 - 、ニコニコ生放送※）[48]
- 超!A&G+マンスリースペシャル 大西亜玖璃のあぐりのんびりひとりしゃべり（2020年、超!A&G+※）[49]
- TVアニメ『ラブライブ！虹ヶ咲学園スクールアイドル同好会』RADIO アニガサキ！（2020年 - 、HiBiKi Radio Station※）[50]
- 大西亜玖璃のあぐりずむ♪（2022年 - 、USEN）[51]
- 大西亜玖璃のDo you AuDee？（2023年 - 、AuDee※）[52]

### テレビドラマ
- 中学生日記（2011年、NHK）- 大西あぐり 役[53]
- 咲-Saki-（2016年 - 2017年、MBS・TBS）- 蒲原智美 役[54][55]

### 映画
- 咲-Saki-（2017年、蒲原智美[54][56]）

### テレビ番組
※はインターネット配信。
- アニソン!プレミアム!（2019年4月7日 - 2021年2月、NHK総合）
- MUSIC B.B.（2020年4月 - 2021年3月 、BS12ほか日本各地地上波、ナビゲーター）
- 大西亜玖璃の「あなたにアグリー」（2020年7月18日 - 、アイドル専門チャンネルPigoo・Phononチャンネル※）[57]

### オーディオドラマ
- ASMR『ささやき彼女〜これが好きってことなのかな?〜』（2022年、来島あかり）
- ASMR『お姉さん系幼馴染と過ごすちょっぴりアブない雨宿りタイム』（2023年、一条朱音[58]）
- 性悪天才幼馴染との勝負に負けて初体験を全部奪われる話（2023年、吉沢わかば[59]）
- やおよろ温泉郷〜稲荷神みことのおしとやかで初めてだらけの許嫁ご奉仕〜（2024年、稲荷神のみこと[60]）
- しょにおや!〜いっしょにおやすみプロジェクト〜 千絵と千秋のあまあまご奉仕タイム（2024年、白凪千絵[61]）
- 姉妹傭兵（2025年、水崎渚[62]）

### 朗読劇
- キミに贈る朗読会 『春とみどり』（2024年4月29日、TOKYO FMホール）[63]
- Reading Caravan『夜声』-1st night cruising-（2025年7月18日 - 19日、HYPERMIX門前仲町）[64]

### その他
- パチスロ『シンデレラブレイド4』（2021年、ニース[65]）
- オーディオブック『ラブライブ!虹ヶ咲学園スクールアイドル同好会 素顔のフォトエッセイシリーズ RainbowDays〜上原歩夢〜』（2022年、上原歩夢）
- NTRエロゲの寝取る方の男に転生してしまった PV（2023年、ナレーション[66]）
- アオキスーパー イメージキャラクター・店内放送（2023年）[67]
- 『赤子さんはかく語れり』コミックス第2巻スペシャルPV（2024年、ナレーション[68]）
- 温泉むすめ（2025年、輪島かさね[69]）
- クラスの姫は私のわんこ PV（2025年、菜花くるみ[70]）

## ディスコグラフィ

### シングル
|            | 発売日         | タイトル                    | 規格品番                         | 規格品番   | オリコン 最高位 |
| 初回限定盤 | 発売日         | タイトル                    | 通常盤                           |            | オリコン 最高位 |
| ---------- | -------------- | --------------------------- | -------------------------------- | ---------- | --------------- |
| 1st        | 2021年3月3日   | 本日は晴天なり              | COZC-1718/9                      | COCC-17857 | 8位             |
| 2nd        | 2021年8月4日   | Elder flower/初恋カラーズ   | COZC-1777/8 (A) COZC-1779/80 (B) | COCC-17890 | 7位             |
| 3rd        | 2022年4月13日  | ジェリーフィッシュな君へ    | COZC-1879/80                     | COCC-17969 | 8位             |
| 4th        | 2022年10月19日 | はじまるウェルカム          | COZC-1948-9                      | COCC-18042 | 15位            |
| 5th        | 2023年10月25日 | 夢で逢えなくても/指先ハート | COZC-2042/3 (A) COZC-2044/5 (B)  | COCC-18152 | 8位             |
| 6th        | 2024年2月28日  | 曖昧ガール                  | COZC-2073/4                      | COCC-18191 | 10位            |
| 7th        | 2024年11月20日 | アウフタクト                | COZC-2128/9                      | COCC-18230 | 6位             |
| 8th        | 2025年4月30日  | イニミニマニモ              | COZC-2162/3                      | COCC-18277 | 7位             |

#### 配信シングル
|   | 配信日            | タイトル             | 規格品番   |
| - | ----------------- | -------------------- | ---------- |
| 1 | 2025年7月23日     | エンダー             | COKM-45749 |
| 2 | 2025年8月20日     | 裸足のスタンプ       | COKM-45788 |
| 3 | 2025年9月24日予定 | 世界の全てがさよなら | COKM-45838 |

### アルバム
|            | 発売日       | タイトル      | 規格品番    | 規格品番   | オリコン 最高位 |
| 初回限定盤 | 発売日       | タイトル      | 通常盤      |            | オリコン 最高位 |
| ---------- | ------------ | ------------- | ----------- | ---------- | --------------- |
| 1st        | 2023年5月3日 | Do you agree? | COZX-2004/5 | COCX-42005 | 7位             |

#### ミニアルバム
|     | 発売日         | タイトル            | 規格品番   | オリコン 最高位 |
| --- | -------------- | ------------------- | ---------- | --------------- |
| 1st | 2025年10月22日 | Rock&Roll Lady Girl | COCX-42550 |                 |
| 2nd | 2025年10月22日 | 失恋モノクローム    | COCX-42551 |                 |

### タイアップ曲
| 楽曲                     | タイアップ                                                                                              | 時期   | 備考                      |
| ------------------------ | --- | ------ | ------------------------- |
| Elder flower             | テレビアニメ『精霊幻想記』エンディングテーマ                                                            | 2021年 | 令和3年アニソン大賞新人賞 |
| ジェリーフィッシュな君へ | テレビアニメ『このヒーラー、めんどくさい』オープニングテーマ                                            | 2022年 |                           |
| はじまるウェルカム       | テレビアニメ『新米錬金術師の店舗経営』オープニングテーマ                                                | 2022年 |                           |
| 曖昧ガール               | テレビアニメ『佐々木とピーちゃん』エンディングテーマ                                                    | 2024年 |                           |
| アウフタクト             | テレビアニメ『精霊幻想記2』オープニングテーマ                                                           | 2024年 |                           |
| アウフタクト             | BS11『アニゲー☆イレブン!』11月期エンディングテーマ                                                      | 2024年 |                           |
| イニミニマニモ           | テレビアニメ『スライム倒して300年、知らないうちにレベルMAXになってました 〜そのに〜』エンディングテーマ | 2025年 |                           |

### キャラクターソング
| 発売日         | 商品名                                                        | 歌 | 楽曲                                                                                      | 備考                                                                                 |
| 2010年代       | 2010年代                                                      | 2010年代 | 2010年代                                                                                  | 2010年代                                                                             |
| -------------- | ------------------------------------------------------------- | --- | ----------------------------------------------------------------------------------------- | ------------------------------------------------------------------------------------ |
| 2018年8月17日  | インコンプリートノーツ                                        | SPR5 | 「インコンプリートノーツ」 「グッデイサンシャイン！」 「恋の魔法」                        | ゲーム『消滅都市2』関連曲                                                            |
| 2019年1月9日   | Supreme Revolution                                            | SPR5 | 「ファイブ！サスペクツ！」 「アルキオネ」 「気持ちはWhite Xmas」 「幾千の星が輝く夜空で」 | ゲーム『消滅都市2』関連曲                                                            |
| 2019年1月9日   | Supreme Revolution                                            | ナミ（岩井映美里）、レナ（大西亜玖璃）、ユア（園山ひかり） | 「キミの世界にまざりたい」                                                                | ゲーム『消滅都市2』関連曲                                                            |
| 2019年1月9日   | Supreme Revolution                                            | レナ（大西亜玖璃） | 「doi do-wa!」                                                                            | ゲーム『消滅都市2』関連曲                                                            |
| 2019年4月24日  | With Your Breath                                              | SPR5 | 「With Your Breath」                                                                      | テレビアニメ『消滅都市』エンディングテーマ                                           |
| 2019年4月24日  | With Your Breath                                              | SPR5 | 「夢の向こう側へ」                                                                        | ゲーム『AFTERLOST - 消滅都市』関連曲                                                 |
| 2020年代       |                                                               | |                                                                                           |                                                                                      |
| 2020年10月28日 | オープニングアクト                                            | 北風ふぶき（大西亜玖璃）、凩まふゆ（大空直美）、新谷りん（五十嵐裕美）、朝生祇なゆた（中村桜）                                                                     | 「ピッピッピハッピー」 「サイン」                                                         | テレビアニメ『まえせつ！』オープニングテーマ                                         |
| 2020年10月28日 | オープニングアクト                                            | 北風ふぶき（大西亜玖璃）、凩まふゆ（大空直美）、新谷りん（五十嵐裕美）、朝生祇なゆた（中村桜）                                                                     | 「いかがわしいバイキング」                                                                | テレビアニメ『まえせつ！』エンディングテーマ                                         |
| 2021年8月25日  | 「マギアレコード魔法少女まどか☆マギカ外伝」Music Collection 2 | 時女一族 | 「山茶花の跡」                                                                            | ゲーム『マギアレコード 魔法少女まどか☆マギカ外伝』関連曲                             |
| 2022年6月22日  | 「このヒーラー、めんどくさい」めんどくさくない!? 音楽アルバム | カーラ（大西亜玖璃） | 「でぃざすたー☆ひーらー」                                                                 | テレビアニメ『このヒーラー、めんどくさい』関連曲                                     |
| 2022年6月22日  | 「このヒーラー、めんどくさい」めんどくさくない!? 音楽アルバム | カーラ（大西亜玖璃） with アルヴィン（佐藤拓也）、キノコ（泊明日菜）                                                                                               | 「HERO in HEALER」                                                                        | テレビアニメ『このヒーラー、めんどくさい』エンディングテーマ                         |
| 2023年12月6日  | 異次元★♥BIGBANG                                               | 島村卯月（大橋彩香）、最上静香（田所あずさ）、月岡恋鐘（礒部花凜）、高海千歌（伊波杏樹）、上原歩夢（大西亜玖璃）、澁谷かのん（伊達さゆり）、日野下花帆（楡井希実） | 「異次元★♥BIGBANG」                                                                       | ライブイベント『異次元フェス アイドルマスター★♥ラブライブ！歌合戦』テーマソング      |
| 2024年2月7日   | 運命のトリニティ                                              | 一柳隊 with 早川弥宏（大西亜玖璃）・富永真（小泉萌香） | 「Adabana」                                                                               | ゲーム『アサルトリリィ Last Bullet』関連曲                                           |
| 2024年9月20日  | Bring the LOVE！                                              | 渡辺曜（斉藤朱夏）、上原歩夢（大西亜玖璃）、澁谷かのん（伊達さゆり）、日野下花帆（楡井希実）、高坂穂乃果（新田恵海）                                               | 「Bring the LOVE！」                                                                      | ライブイベント『LoveLive! Series Asia Tour 2024 ～みんなで叶える物語～』テーマソング |

### その他参加作品
| 発売日         | 商品名                    | 歌         | 楽曲               | 備考                               |
| -------------- | ------------------------- | ---------- | ------------------ | ---------------------------------- |
| 2022年9月21日  | CrosSing Collection vol.1 | 大西亜玖璃 | 「ふわふわ時間」   | 『CrosSing - Music＆Voice-』関連曲 |
| 2023年11月22日 | CrosSing Collection vol.3 | 大西亜玖璃 | 「メランコリック」 | 『CrosSing - Music＆Voice-』関連曲 |

## ライブ・イベント

### 合同ライブ
| 出演日         | タイトル                                                                                               | 会場                               | 備考           |
| -------------- | --- | ---------------------------------- | -------------- |
| 2019年7月6日   | SupremeLIVE                                                                                            | 山野ホール（東京都）               | 昼夜2公演      |
| 2021年12月26日 | アニメJAM2021                                                                                          |                                    | オンライン開催 |
| 2022年2月13日  | P's LIVE〜Nice to P's you!!〜                                                                          | TACHIKAWA STAGE GARDEN（東京都）   |                |
| 2022年3月5日   | EJ My Girl Festival 2022                                                                               | 舞浜アンフィシアター（千葉県）     |                |
| 2022年8月26日  | Animelo Summer Live 2022 -Sparkle-                                                                     | さいたまスーパーアリーナ（埼玉県） |                |
| 2022年11月26日 | 北九州ポップカルチャーフェスティバル2022withあるあるCITY                                               | 西日本総合展示場新館（福岡県）     |                |
| 2023年7月23日  | Voice of Symphonic Vol.4〜おこしやす〜 諏訪ななか/大西亜玖璃コンサート「ふたりびより−本日は競演あり−」 | 京都劇場（京都府）                 | 昼夜2公演      |
| 2023年9月23日  | colutte Presents Future Notes Fes SPECIAL                                                              | 神田明神ホール（東京都）           | 昼夜2公演      |
| 2023年11月26日 | 北九州ポップカルチャーフェスティバル2023                                                               | 西日本総合展示場新館（福岡県）     |                |
| 2024年3月17日  | 諏訪ななか&大西亜玖璃コラボライブ〜Columbia Cawaii Collaboration!!〜                                   | 山野ホール（東京都）               | 昼夜2公演      |
| 2024年6月1日   | ライトフライヤースタジオ10周年フェス                                                                   | ベルサール秋葉原（東京都）         |                |
| 2024年8月17日  | Supreme Finale                                                                                         | 山野ホール（東京都）               | 昼夜2公演      |
| 2024年9月21日  | ANISAMA WORLD in ABEMAアニメ祭                                                                         | Zepp Shinjuku（東京都）            | 夜公演出演     |
| 2024年11月30日 | 北九州ポップカルチャーフェスティバル2024 supported by いいちこ                                         | 西日本総合展示場新館（福岡県）     |                |
| 2025年8月9日   | 諏訪ななか＆大西亜玖璃コラボライブ〜Columbia Cawaii Collaboration Chapter2〜                           | 横浜ランドマークホール（神奈川県） | 昼夜2公演      |
| 2026年3月7日   | ANIMAX MUSIX 2026 OSAKA supported by Lemino                                                            | Asueアリーナ大阪（大阪府）         |                |

### その他ライブ
| 出演日        | タイトル | 会場                     | 備考       |
| ------------- | --- | ------------------------ | ---------- |
| 2023年7月22日 | Voice of Symphonic Vol.3〜おこしやす〜 和氣あず未 コンサート「超革命的恋する音楽会〜夏じゃないならなんなんだ〜」 | 京都劇場（京都府）       | ゲスト出演 |
| 2025年9月14日 | 直田姫奈 Hina Suguta 2nd LIVE - FEVER -                                                                          | 神田明神ホール（東京都） | ゲスト出演 |

## 書籍

### 雑誌連載
- 大西亜玖璃のたんていあぐり（『声優パラダイスR』Vol.22 - 、秋田書店）[74]

### 写真集
- はじまりの旅（2021年1月29日、秋田書店）ISBN 978-4-253-11097-6
- 旅の途中（2022年12月22日、秋田書店）ISBN 978-4-253-11112-6

### トレーディングカード
- あぐぽんコレクション（2023年5月30日、コスミック出版）[75]